# Sarajevo Stock Exchange
Die Sarajevo Stock Exchange oder SASE (bosnisch: Sarajevska berza) ist eine Wertpapierbörse mit Sitz in Sarajevo, Bosnien und Herzegowina. Sie wurde 2002 gegründet und listet über 250 Unternehmen.

## Geschichte
Die Sarajevo Stock Exchange wurde am 13. September 2001 gegründet und nahm am 12. April 2002 ihren Handel als zentraler Marktplatz für den Handel mit Wertpapieren in der Föderation Bosnien und Herzegowina auf, die zusammen mit der Republika Srpska das Nachkriegsbosnien und Herzegowina bildet. Die SASE wurde als Aktiengesellschaft gegründet. Sie hatte acht Gründungsmitglieder. Gemäß dem Wertpapiergesetz können SASE-Mitglieder nur juristische Personen sein – Maklerhäuser, deren einzige Tätigkeit der Handel mit Wertpapieren ist und deren Hauptsitz in Bosnien und Herzegowina liegt. Das Gründungskapital der Börse betrug 200.000 BAM (1 BAM = 0,51 €).
Die Vorstandsmitglieder der Sarajevo Stock Exchange und der Wiener Börse unterzeichneten am 21. März 2006 eine Vereinbarung. Damit war Bosnien und Herzegowina nach Rumänien, Kroatien und Serbien die vierte südosteuropäische Börse, die einen Kooperationsvertrag mit der Budapester Börse und der Wiener Börse einging. Das Memorandum of Understanding legte den Grundstein für eine engere Zusammenarbeit zwischen den Börsen Sarajevo und Wien. Das erste gemeinsame Projekt war ein Index.

## Mitgliedschaften
Die Börse ist Mitglied in:
- Federation of Euro-Asian Stock Exchanges (ehemals)[2]